# Wariwśk
Wariwśk (ukr. Варівськ) – wieś na Ukrainie, w obwodzie kijowskim, w rejonie wyszogrodzkim, w hromadzie Iwanków. W 2001 liczyła 462 mieszkańców, spośród których 451 wskazało jako ojczysty język ukraiński, 9 rosyjski, a 2 inny.